# Samuel Smiles
Samuel Smiles (Haddington, 23 de dezembro de 1812 - 16 de abril de 1904) foi um autor escocês e reformador do governo. Embora ele fizesse campanha em uma plataforma cartista, ele concluiu que mais progresso viria de novas atitudes do que de novas leis. Sua obra-prima, Self-Help (1859), promoveu a economia e afirmou que a pobreza era causada em grande parte por hábitos irresponsáveis, ao mesmo tempo que atacava o materialismo e o governo laissez-faire. Foi chamada de "a bíblia do liberalismo vitoriano" e elevou Smiles ao status de celebridade quase da noite para o dia.

## Biografia
Nascido em Haddington, East Lothian, Escócia, Smiles era filho de Janet Wilson (de Dalkeith) e Samuel Smiles de (Haddington). Ele foi um dos onze filhos sobreviventes. Embora os membros de sua família fossem presbiterianos reformados estritos, ele não praticava. Ele estudou em uma escola local, saindo com a idade de 14 anos. Ele se tornou um aprendiz de médico com o Dr. Robert Lewins. Esse arranjo permitiu que Smiles estudasse medicina na Universidade de Edimburgo em 1829. Lá, ele desenvolveu seu interesse pela política e se tornou um forte defensor de Joseph Hume. Durante esse tempo, Samuel Júnior contraiu uma doença pulmonar e seu pai foi aconselhado a enviá-lo em uma longa viagem marítima.
Seu pai morreu na epidemia de cólera de 1832, mas Smiles pôde continuar seus estudos porque foi sustentado por sua mãe. Ela dirigia a pequena firma de armazém geral da família na crença de que o "Senhor proverá". O exemplo dela de trabalhar incessantemente para sustentar a si mesma e a aos nove irmãos mais novos dele influenciou fortemente a vida futura de Smiles. No entanto, ele desenvolveu uma perspectiva benigna e tolerante que às vezes estava em desacordo com a de seus antepassados presbiterianos reformados.

## Os escritos de Smiles
Ele foi um autor prolífico de livros e artigos. Segue-se uma lista incompleta das suas obras mais importantes. Ver Jarvis para uma lista completa.

### Livros sobre a autoajuda
- Self-Help, London, 1859
- Character, London, 1871
- Thrift, London, 1875
- Duty, London, 1880
- Life and Labour, London 1887

### Biografias
- The Life of George Stephenson, Londres, 1857
- The Story of The Life of George Stephenson, Londres, 1859 (uma síntese do livro acima)
- Brief biographies, Boston, 1860 (artigos reimpressos de periódicos como o "Quarterly Review")
- Lives of the Engineers, 3 vol, Londres, 1862
  - Vol 1, Early engineers - James Brindley, Sir Cornelius Vermuyden, Sir Hugh Myddleton, Capt John Perry
  - Vol 2, Harbours, Lighthouses and Bridges - John Smeaton and John Rennie, (1761-1821)
  - Vol 3, History of Roads - John Metcalfe and Thomas Telford
- Industrial Biography, Londres, 1863
- Includes lives of Andrew Yarranton, Dud Dudley, Henry Maudslay, Joseph Clement, etc..
- Boulton and Watt, Londres, 1865
- The Huguenots: Their Settlements, Churches and Industries in England and Ireland, Londres, 1867
- Lives of the Engineers, new ed. in 5 vols, Londres, 1874 (includes the lives of Stephenson and Boulton and Watt)
- Life of a Scotch Naturalist: Thomas Edward, Londres, 1875
- George Moore, Merchant and Philanthropist, Londres & Nova York, 1878
- Robert Dick, Baker of Thurso, Geologist and Botanist, Londres, 1878
- Men of Invention and Industry, Londres, 1884
- Phineas Pett, Francis Petit Smith, John Harrison, John Lombe, William Murdock, Frederic Koenig,The Walter family of The Times, William Clowes, Charles Bianconi, and chapters on Industry in Ireland, Shipbuilding in Belfast, Astronomers and students in humble life
- James Nasmyth, engineer, an autobiography, ed. Samuel Smiles, Londres, 1885
- A Publisher and his Friends. Memoir and Correspondence of the Late John Murray, Londres, 1891
- Jasmin. Barber, Poet, Philanthropist, Londres, 1891
- Josiah Wedgwood, his Personal History, Londres, 1894
- The Autobiography of Samuel Smiles, LLD, ed. T. Mackey, London, 1905

O crescimento da arqueologia industrial na Inglaterra, na década de 1960, fez com que alguns desses títulos fossem reimpressos, e outros com que fossem disponibilizados na internet de fontes como o Projeto Gutenberg.

## Legado
Self-Help foi chamado de "a bíblia do liberalismo vitoriano" e elevou Smiles ao status de celebridade quase da noite para o dia.
O MP liberal J. A. Roebuck em 1862 chamou Smiles 'Workmen's Earnings, Strikes and Savings "um livro muito notável" e citou passagens dele em um discurso.
George Bernard Shaw, em seu Fabian Essays in Socialism (1889), chamou Smiles de "aquele Plutarco moderno".
O inspirador escritor americano Orison Swett Marden foi inspirado por Samuel Smiles por ter lido Self-Help durante sua juventude. Décadas depois, ele escreveu Pushing to the Front (1894) e se tornou um autor profissional devido à influência de Smiles.
O final do século XIX e o início do século XX testemunharam o surgimento do Novo Liberalismo, da economia keynesiana e do socialismo, que todos viam a economia de maneira desfavorável. Os economistas do New Liberal J. A. Hobson e A. F. Mummery em seu Physiology of Industry (1889), afirmaram que a poupança resultou no subemprego de capital e trabalho durante as depressões comerciais. General Theory of Employment, Interest and Money (1936), de John Maynard Keynes, tentou substituir a economia liberal clássica.
Em 1905, William Boyd Carpenter, bispo de Ripon, elogiou Smiles: "O bispo disse que notou uma pequena tendência em alguns setores de depreciar as energias caseiras da vida que outrora eram tão apreciadas. Ele se lembrava da aparência do Eu -Ajuda, de Samuel Smiles, que há 40 ou 50 anos deu palestras em Leeds incentivando os jovens a se auto-aperfeiçoarem. Seus livros eram lidos com extraordinária avidez, mas surgiu uma escola que ensinava a existência do belo e do fazer nada. Aquela escola menosprezava a parcimônia e não dava muita atenção ao caráter e, talvez, pouca atenção ao dever ”.
O parlamentar trabalhista David Grenfell, em um debate sobre o Projeto de Lei de Pagamentos de Transição (Determinação de Necessidade), afirmou que o projeto de 1932 "discriminava não os que não eram parcimoniosos, os preguiçosos e os perdulários, mas contra as pessoas trabalhadoras e econômicas, que tinham pagar uma pena pesada. O Ministro do Trabalho penalizou a autoajuda. Ele despejou desprezo sobre Samuel Smiles e todas as suas obras ".
O liberal Ernest Benn invocou Smiles em 1949 ao elogiar as virtudes da autoajuda.
Em 1962, o diretor do British Institute of Management, John Marsh, disse que os jovens que entraram na indústria precisavam de um senso de serviço e dever; devem ser “homens de caráter que saibam se comportar bem como nas fases de sucesso”; devem possuir autodisciplina no pensamento e no comportamento: "Ainda há algo a ser dito sobre a doutrina da autoajuda de Samuel Smiles".

O economista liberal FA Hayek escreveu em 1976 que: "É provavelmente uma desgraça que, especialmente nos EUA, escritores populares como Samuel Smiles ... tenham defendido a livre empresa com base no fato de que recompensa regularmente os merecedores e é um mau presságio o futuro da ordem de mercado que parece ter se tornado a única defesa dela que é compreendida pelo público em geral. Que em grande parte se tornou a base da auto-estima do empresário, muitas vezes lhe dá um ar de hipocrisia que não o torna mais popular ".